# 邁氏條尾魟
邁氏條尾魟（学名：Taeniura meyeni），又名魴仔，为土魟科條尾魟屬下的一个种。

## 扩展阅读
- 維基物種上的相關：邁氏條尾魟